# 田隅靖子
田隅 靖子（たすみ やすこ、1938年5月1日 - ）は、日本のピアニスト、音楽教育者。

## 人物・来歴
兵庫県出身。フェリス女学院短期大学卒業。井口基成、三宅洋一郎、井上二葉、アンリエット・ピュイグ＝ロジェ、レギナ・スメンジャンカ（Regina Smendzianka）等に師事。桐朋学園大学非常勤講師、母校講師を経て、京都市立芸術大学教授。2004年退任、同名誉教授。2006年から2012年まで京都女子大学教授。2009年から2019年まで京都コンサートホール館長。
1995年藤堂音楽賞受賞。1999年「ショスタコーヴィチの夕べ」に対して大阪文化祭本賞受賞。2005年京都市文化功労者。2020年京都府文化賞特別功労賞受賞。

## レパートリー・活動
教職のいきさつから、関西を中心として活動。
国内では「フランス六人組の夕べ」「邦人作品によるリサイタル」「モーツァルトの夕べ」「ロシア・東ヨーロッパの作曲家たち」「ブラームスによせて」、またドイツ・スイスでは「ベートーヴェンの夕べ」「クララとローベルトの夕べ」などを開催。また、ライナー・ホフマン（ピアノ）、ペーター・ダム（ホルン）等と共演している。

## 近況とエピソード
2005年にはアウシュヴィッツで命を失った若いユダヤ作家の曲を収録した、アウシュヴィッツ鎮魂（レクイエム）をリリース。心情をくみ取る演奏として迎えられた。
現代曲にも取り組みが盛んで、ベルント・アロイス・ツィンマーマンの『二台ピアノのためのモノローグ』の初演も手がける。近年では、グルジア音楽にスポットを当てていた。

## 録音作品－CDリリース
- 『セザール・フランクピアノ作品集』1994年　フォンテック　FPCD-3256
- 『アウシュヴィッツ鎮魂（レクイエム）』2005年　ユニバーサル ミュージック　USSC-1078
- 『ぞうのババール』2005年　MAESTRO　BHCM-0001B
- 『京都ヴィルトゥオーゼン』2011年　MAESTRO　2011-6-29A/B